# Sosie de Misène
Saint Sosie était diacre de Misène dans l'évêché de Bénévent au début du IVe siècle, fêté le 19 septembre. 

## Biographie
En 303 ou 304, lors de la grande persécution de Dioclétien, il fut arrêté avec Procule, diacre de Pouzzoles et emprisonné à Cumes sur ordre du proconsul Dragonce (Dragontius). En 305, lorsque Constance et Galère succédèrent à Dioclétien et Maximilien, Dragonce fut rappelé à Rome et remplacé par Timothée et les chrétiens emprisonnés à Cumes furent relâchés.
Apprenant cette libération, Janvier, évêque de Bénévent, qui avait partagé la douleur de ses deux diacres, quitta son diocèse pour venir partager leur joie. Mais Timothée fit arrêter Janvier, Sosie et Procule et les condamna au martyre.
Après différentes épreuves (voir la légende de saint Janvier), Sosie, Procule puis Janvier furent décapités le 19 septembre 305 dans le forum proche du volcan Vulcano de Pouzzoles.
Sosie et Procule sont des saints martyrs reconnus par la tradition du christianisme orthodoxe mais apparemment pas par l'Église catholique romaine[réf. souhaitée]. Ils sont célébrés, avec saint Janvier, le 19 septembre, anniversaire de leur mort.